# Лукиньяс
Лу́кас Ли́ма Линья́рес (порт.-браз. Lucas Lima Linhares; более известен как Луки́ньяс (порт.-браз. Luquinhas); род. 28 сентября 1996, Сейландия, Федеральный округ) — бразильский футболист, полузащитник клуба «Форталеза».

## Клубная карьера
Лукиньяс — воспитанник клубов «Селанденсе» и португальского «Вильяфранкенсе». В 2015 году он дебютировал за основной состав последних. В 2016 году игрок перешёл в лиссабонскую Бенфику. В матче против «Академику де Визеу» он дебютировал за дублирующий состав. В 2017 году Лукиньяс перешёл в «Авеш», но уже в том же году на правах аренды вернулся в «Вильяфранкенсе». В 2019 году игрок подписал контракт с варшавской «Легией». 21 июля в матче против «Погони» он дебютировал в польской Экстраклассе. 27 октября в поединке против краковской «Вислы» Лукиньос забил свой первый гол за «Легию». В составе клуба игрок дважды выиграл чемпионат и завоевал Кубок Польши.
В начале 2022 года Лукиньос перешёл в американский «Нью-Йорк Ред Буллз». 14 марта в матче против «Миннесота Юнайтед» он дебютировал в MLS. 24 апреля в поединке против «Орландо Сити» игрок забил свой первый гол за «Нью-Йорк Ред Буллз».
В 2024 году футболист вернулся на родину подписав контракт в клубом «Форталеза». 28 января в матче Лиги Сеаренсе против «Барьбальи» он дебютировал за основной состав. Летом того же года игрок на правах аренды вернулся в «Легию».

## Достижения
Клубные
 «Легия»
- Победитель Экстраклассы (2) — 2019/2020, 2020/2021
- Обладатель Кубка Польши — 2024/2025

 «Форталеза»
- Обладатель Кубка Нордесте — 2024